# Fascia abdominis superficialis
Die Fascia abdominis superficialis, Stratum membranosum abdominis, oberflächliche Bauchfaszie oder Scarpa-Faszie (nach Antonio Scarpa) ist eine Schicht aus Bindegewebe (Faszie), die den äußeren schiefen Bauchmuskel (Musculus obliquus externus abdominis) bedeckt und damit Teil der Bauchwand ist. Die Fascia abdominis superficialis ist also der Teil der Oberflächenfaszie (Fascia superficialis) im Bereich des Abdomens. Rückenseitig geht sie nahtlos in die Rückenfaszie (Fascia thoracolumbalis) über, am Bein in die Fascia lata, am Brustkorb in die Fascia thoracica externa. Die vom Leistenband entspringenden Anteile der oberflächlichen Bauchfaszie legen sich fächerartig über den äußeren Leistenring. Dort setzt sie sich als Fascia spermatica externa auch auf den Samenstrang fort.
Am Übergang vom Muskel zum Sehnenteil des Musculus obliquus externus abdominis verschmilzt die Fascia abdominis superficialis untrennbar mit der Aponeurose des Muskels und trägt damit zum äußeren Blatt der Rektusscheide bei. Zudem formt die Fascia abdominis superficialis das Aufhängeband des Penis (Ligamentum suspensorium penis) beziehungsweise des Kitzlers (Ligamentum suspensorium clitoridis) und befestigt diese äußeren Geschlechtsorgane an der Schambeinfuge.
Gelegentlich wird von der Fascia abdominis superficialis eine weitere Abspaltung, die Gallaudet-Faszie, abgegrenzt und somit ein oberflächliches und tiefes Blatt unterschieden. Dies hat aber weder anatomisch noch funktionell eine Berechtigung.